# Ácido 3-aminobenzenossulfônico
Ácido 3-aminobenzenossulfônico, ácido m-aminobenzenossulfônico ou ácido meta-aminobenzenossulfônico é o composto orgânico de fórmula C6H7NO3S e massa molecular 173,19. É um dos três isômeros ácido aminobenzenossulfônico. É classificado com o número CAS 121-47-1. É um intermediário para a síntese de diversos corantes.